# Арагонська Вікіпедія
Арагонська Вікіпедія (араг. Wikipedia en aragonés або Biquipedia) — розділ Вікіпедії арагонською мовою. Створена 21 липня 2004 року. Арагонська Вікіпедія станом на 26 березня 2025 року містить 48 378 статей, 81 537 зареєстрованих користувачів, 74 активних дописувачів, 9 адміністраторів
. Загальна кількість сторінок в арагонській Вікіпедії — 167 094, редагувань — 2 260 261, завантажених файлів — 1602
. Глибина (рівень розвитку мовного розділу) арагонської Вікіпедії середня і становить 81.5 пунктів
.
На шкалі праворуч показано динаміку кількісного зростання статей арагонської Вікіпедії.

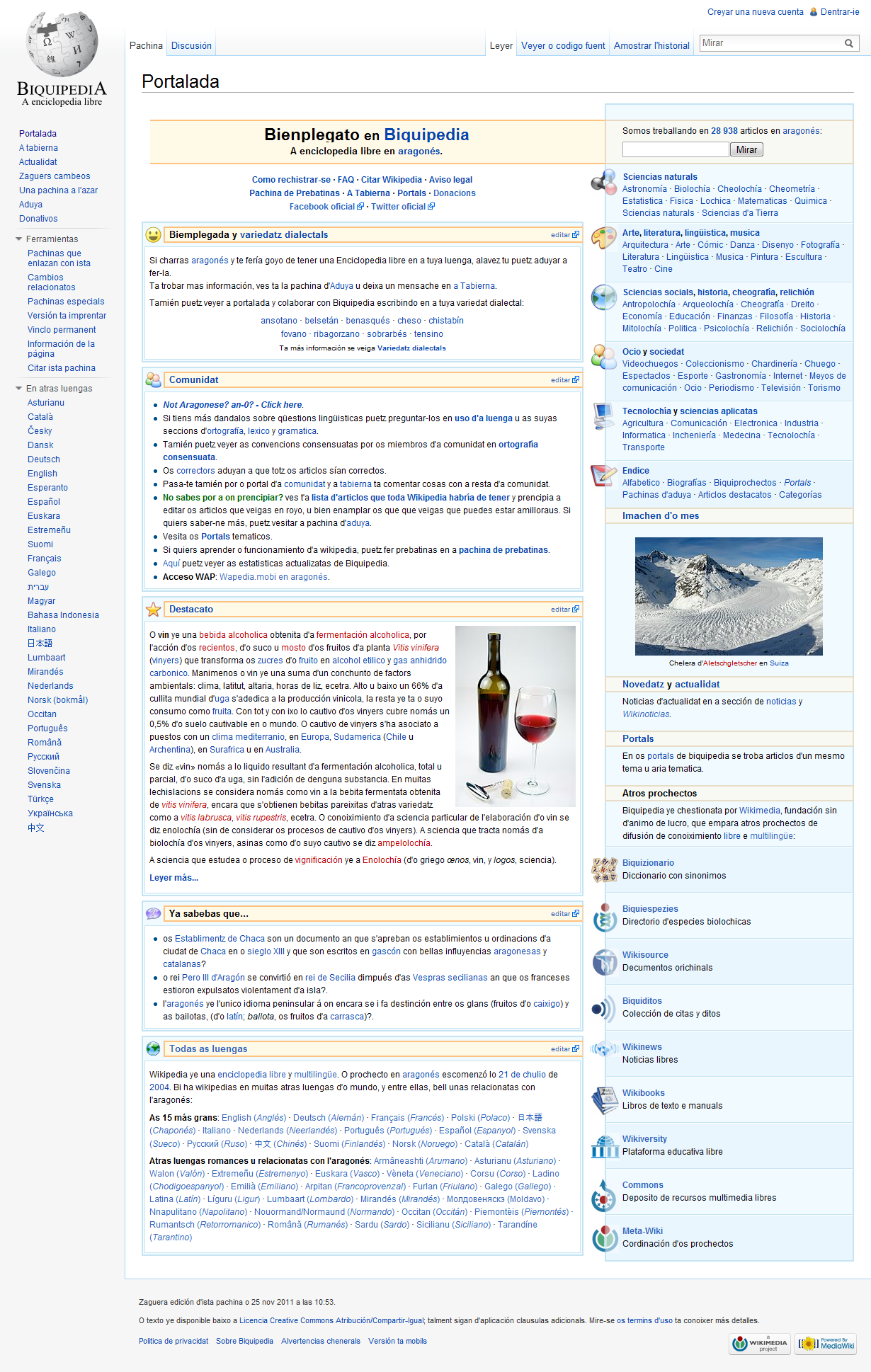
Скріншот головної сторінки арагонської Вікіпедії.